# Андрей (Зимин)
Андрей Симеонович Зимин — протоиерей Русской православной церкви, священномученик.

## Биография
Протоирей Андрей Симеонович Зимин родился в забайкальской казачьей семье 14 (27) августа 1872 года. В 1894 году окончил Благовещенскую семинарию. Жена — Лидия Александровна (р. 1876.), дочь благовещенского купца Александра Шумарова.
После окончания семинарии служил псаломщиком. В середине сентября 1894 года, епископ Камчатский, Курильский и Благовещенский Макарий (Дарский) рукоположил его в сан священника, после чего А. С. Зимин служил в Благовещенском кафедральном соборе.
Вскоре после этого о. Андрей стал катехизатором и начал читать много проповедей и поучений своим прихожанам. В результате стало ясно, что батюшка обладает педагогическими талантами. Поэтому, его назначили законоучителем в одноклассную церковно-приходскую школу при соборе. Также, он занимался педагогической деятельностью в Первом народном училище в Благовещенске и в трёхклассном городском училище.
В сентябре 1896 года назначен секретарём, делопроизводителем и казначеем Благовещенского отделения приходского училищного совета. Это показывает усердие в работе данного священника. Был членом «Благовещенского Пресвятой Богородицы Братства», а с 18 сентября 1899 года кандидатом в распорядительном собрании Благовещенской Духовной семинарии. В 1895 году он был награждён архиепископской грамотой за подготовку библиотеки Благовещенского кафедрального собора.
20 декабря 1898 года о. Андрея наградили фиолетовой скуфьей, в связи с усердной и полезной службой; в 1900 году он получил памятную Библию от Святейшего Синода. Получил серебряную медаль Александровской ленты, которая была учреждена в 1896 году «В память царствования царя Александра III». Таким образом, деятельность о. Андрея Зимина была высоко оценена в Епархии Благовещенска.
Изменение места богослужения отцом Андреем Зиминым было связано с образованием Владивостокской епархии в 1899 году, когда широкое распространение получило строительство церквей и стали открываться новые приходы. О. Андрей переехал в Уссурийский край в 1900 году в качестве настоятеля церкви Рождества Богородицы в селе Черниговка, одного из самых значимых приходов в регионе. Черниговка — одно из крупнейших сел региона, расположенное в условиях мягкого климата и плодородных земель.

## Жизнь в Черниговке
По прибытии в Черниговку он сразу же приступил к благоустройству новой церкви и призвал прихожан принять участие в благоустройстве храма.
Священник Андрей Зимин стал с усердием трудиться над благоустройством храма, как до этого в Благовещенске. Он с энтузиазмом взялся за развитие народного образования: по прошествии нескольких месяцев, как он приехал в Черниговку, им была открыта церковно-приходская школа в старом здании церкви в селе. Далее, он занимается строительством новой школы от министерства народного просвещения.
Под руководством о. Андрея до 1917 года в Черниговке сельским обществом построили четырёхклассную каменную школу с одноэтажным кирпичным зданием под одноклассную министерскую школу. Наблюдатели из Владивостокской епархии в своих отчетах неоднократно отмечали, что учебный процесс в Черниговской школе был образцовым.
Батюшка был озабочен не только своим церковным приходом. Его главной заботой было строительство новых церквей и церковноприходских школ на территории, находящейся под его опекой VI благочиния. Данной территорией руководил батюшка Андрей, по назначению епископа Владивостокского и Камчатского Евсевия (Никольского).
Когда в 1900 году о. Андрей приехал в Черниговский приход, в нём были церкви в пяти селах — Вознесенке, Дмитриевке, Монастырище, Черниговке и Халкидоне. Количество церквей в Черниговском приходе было увеличено в два раза, а именно, построили пять церквей: в селе Алтиновке — 1904 г., с. Васьяновке — 1909 г., с. Мелкушевке — 1909 г., с. Сиваковке — 1909 г., с. Вадимовке — 1910 г.
Во время строительства церквей в Алтиновке и Сиваковке под председательством отца А. Зимина 19 декабря 1902 года в селе Павловка была освящена церковно-приходская школа.

## Общественная жизнь
Чтобы укрепить христианский дух и благочестие детей, о. Андрей организовал регулярные паломничества учеников церковно-приходской школы к Свято-Троицкому Никольскому мужскому монастырю, расположенному в 120 км от Черниговки. В то же время он вдохновенно и подробно писал о событиях в приходе и школе во «Владивостокских епархиальных ведомостях».
Священник Зимин периодически публиковал в епархиальном вестнике свои проповеди с поучениями, где он объяснял значения воскресных и евангельских чтений на день Господень и праздники, рассказывал о жизни почитаемого русским народом святых, размышлял о современных явлениях в духовной жизни людей.
Особо он выделял, что нужно жить в благочестии и молитве по православным обычаям. «Что бы ни произошло, к примеру болезнь, несчастье, не стоит падать духом. Нужно стойко переносить трудности», — наставлял о. Андрей.
Священник Зимин не замедлил напоминать людям про негативные и уродливые явления в их поступках прихожан, вроде пьянства, абортов, забвении духовной жизни. С пастырской заботой он просил прихожан покаяться и исправить свою жизнь, чтобы в связи со своими делами люди обретали «Святость», и в конце получали «Жизнь вечную», то есть — Царство Небесное.
Отец Андрей не оставался равнодушным к дискуссиям среди некоторых представителей епархиального духовенства о церковной реформе и новых традициях в духе «обновления»: будучи заместителем председателя 8-го епархиального съезда духовенства в 1913 году, он предлагал повысить религиозное рвение прихожан. Он выступал против использования во время богослужений молитв, которые написаны на современном русском языке.
Рвение Батюшки к церковному просвещению проявилось и в его работе как члена «Уссурийского Православного братства», Владивосточного отдела Православного Миссионерского общества. Также, в 1914 году в связи с деятельностью о. Андрея в Черниговке и Алтиновке были созданы братства трезвости.
Как вспоминали старожилы Черниговки, батюшка Андрей был очень отзывчивым и щедрым, он старался помочь не только жителям Черниговского прихода, но и тем, кто в этом нуждался. Будучи попечителем Черниговского сельскохозяйственного товарищества, объединявшего 70 крестьян, он также внес значительный вклад в инфраструктуру своего края. В обществе была своя библиотека, организовывались лекции по полеводству, садоводству, огородничеству, земледелию и пчеловодству, внедрялись новые, наиболее передовые методы ведения хозяйства.
Все вышесказанное говорит про то, что житие с деятельностью батюшки Андрея являет собой пример службы Богу, церкви, народу.

## События после революции
Октябрьская революция 1917 года и события, последовавшие за гражданской войной, неожиданно поменяли жизнь России и Православной Церкви. В числе первых большевистских декретов стал Декрет СНК от 23 января 1918 года, про отделение церкви от государства, школ от церквей. Данный указ стал основой для репрессий против верующих, которые впоследствии переросли в открытые гонения и физическое уничтожение духовенства.
В Приморском крае ситуация была сложной и тяжелой: после свержения красной советской власти в 1918 году при участии Чехословацкого легиона во Владивостоке и прочих населенных пунктов, которые расположены вдоль железнодорожной линии, была восстановлена деятельность приходских советов, епархий и приходов. Но, так происходило не во всём Дальнем востоке.
В 1918—1922 годах в Таёжной области Приморского края действовали большевистские партизанские отряды, осуществлявшие, в частности, ряд мер по проведению в жизнь указа СНК про отделение церкви от государства в Дальневосточной республике. Сельским священникам угрожали, если они продолжали служить в церкви и учить детей «Закону Божьему». Некоторых арестовывали, брали в заложники и угрожали партизанами, которые убеждали их отказаться от сана и требовали выкуп.
Нечто подобное произошло и с отцом Андреем: в июне 1919 года партизаны отобрали у жителей Черниговки 2000 фунтов муки, 16 лошадей и другое имущество и, предположительно в качестве заложника, увезли настоятеля храма с собой в тайгу. Однако, продержав его в плену около месяца, они в июле того же года отпустили его домой, проведя над ним ряд унижений с оскорблениями.

## Расправа над пресвитером Андреем
Совет Епархии расследовал инцидент, в результате которого отец Андрей был арестован большевиками и заключён в тюрьму. Ничего недостойного в деятельности священника Зимина обнаружено не было, и он продолжал служить в черниговском храме и проводить занятия с детьми в школе.
Но, 18 января 1920 года, накануне праздника Крещения Господня, вооруженные люди ворвались в его дом внутри церковной ограды и зверски пытали его семью, а затем расстреляли его жену и четырёх дочерей. Преступники повалили избитого священника на пол, поставили ему на грудь снятую с петель дверь, встали на неё и раздавили отца Андрея.
Отец Андрей готовился к мученической смерти. Как свидетельствовал его родственник, священник Иоанн Коноплёв, незадолго до смерти он увидел сон, в котором ему был показан конец его будущих страданий. Увидев сон, священник описал увиденное и передал письмо отцу Иоанну, с разрешением после смерти батюшки Андрея вскрыть конверт.
Тела умершего настоятеля, отца Андрея, и его семьи (жены Лидии, тещи Домники и четырёх дочерей) были похоронены на общем кладбище у церкви в Черниговке в соответствии с церковным чином.
25 февраля 1920 года по окончании отпевания и литургии в кафедральном соборе Успения Пресвятой Богородицы во Владивостоке была отслужена соборная панихида по мученически погибшему Батюшке и его семье.
Точное место захоронения убиенного настоятеля и его семьи остается неизвестным, но прихожане установили возле храма памятный крест, а паломники совершают молебны.

## Награды
В 1902 году награждён камилавкой. В 1904 году получил благословенную грамоту Святейшего Синода, в 1907 году наперсный крест. За 12-летнюю просветительскую деятельность награждён серебряной медалью «В память 25-летия церковно-приходских школ».
В 1913 году за 12-летнюю службу в должности управляющего VI округом Владивостокской епархии по ходатайству Синодального собора батюшку Андрея наградил царь Николай II орденом Святой Анны III степени. В этом же году 23 мая отцу Андрею был присвоен сан протоиерея. В 1916 году получил орден Святой Анны 2-й степени, в связи с отлично-усердной службой и за значительные труды во время войны.

## Канонизация
4 апреля 2019 года Священным Синодом Русской Православной Церкви было издано постановление о включении протоиерея Андрея Зимина в Собор новомучеников и исповедников Церкви Русской с благословением на написание иконы. Торжественное прославление свщмч. Андрея состоялось 14 сентября 2019 года после соборного служения Божественной литургии в храме Рождества Богородицы с. Черниговка.